# Грецький торговельний флот

Прапор, що використовувався між 1822-28 роками. Dubious - discuss

Грецький торговельний флот — морський флот Греції, який займається торгівлею та транспортуванням товарів. Він складається з торгових суден, що належать грецьким цивільним особам, що плавають під грецьким прапором або під зручним прапором.
Греція — морська держава за традицією, оскільки судноплавство, ймовірно, було найдавнішим зайняттям греків і ключовим елементом грецької економічної діяльності з давніх часів. В наш час Греція має найбільший торговий флот у світі, внесок в національну економіку якого є другим за розміром після туризму і є основою міжнародного судноплавства. Незважаючи на боргову кризу, грецький торговельний флот залишився найбільшим у світі за даними 2011 року. Також потужність суден під грецьким прапором зросла станом на грудень 2011 року до 43 397 млн. DWT.
Грецький флот плаває під різними прапорами, проте деякі грецькі судновласники поступово почали повертатися до Греції через зміни до законодавчої бази, що регулює їх діяльність і поліпшення інфраструктури.
На державному рівні питаннями торговельного флоту опікується Міністерство торгового флоту та острівної політики Греції, чинний міністр — Янніс Діамантідіс.

## Судноплавні компанії
- Danaos Corporation
- Euroseas
- Tsakos Energy Navigation
- Overseas Shipholding Group
- Greek Steamship Company